# Almáchar
Almáchar is een gemeente in de Spaanse provincie Málaga in de regio Andalusië met een oppervlakte van 14 km². In 2007 telde Almáchar 1892 inwoners.